# ジョーゼフ・モントーヤ
ジョーゼフ・マヌエル・モントーヤ（英語: Joseph Manuel Montoya、1915年9月24日 – 1978年6月8日）は、アメリカ合衆国の政治家。1964年11月から1977年1月まで民主党のニューメキシコ州選出の連邦上院議員を務めた。

## 生い立ち
1915年9月24日にニューメキシコ州ペニャブランカに誕生した。両親のトーマスとフランシス・モントーヤは、18世紀にニューメキシコに移住したスペイン人カトリック教徒の末裔であった。サンドヴァル郡の公立学校で初期の教育を受け、1931年にベルナリオ高等学校を卒業した。コロラド州デンバーのレジス・カレッジで教育を受け続け、1934年にワシントンD.C.のジョージタウン大学で法律の勉強を始めた。

## ニューメキシコ州下院・上院議員・副知事
1936年には当時21歳でジョージタウン大学の在学中にニューメキシコ州議会下院において、州の歴史で最も若い議員となった。1938年に法律学部を卒業後に再度州議会下院議員に選出され、その翌年に民主党の多数党院内総務に選出された。
1940年11月のニューメキシコ州上院選挙でさらに政治的な上昇を続け、最も若い州上院議員に選出された。1947年1月までに2度州議会上院議員に再選され、多数党院内幹事と司法委員会議長の地位を保持した。1947年1月から1957年4月まで同州の副知事に3度選出され、州議会上院でさらに2期の任期を務めた。

## 連邦下院・上院議員
1957年4月には直前に再選出されたニューメキシコ州下院議員であるアントニオ・M・フェルナンデスの急死後の特別選挙で連邦下院議員に選出された。議会でモントーヤは仲間の議員の尊敬を集め、政治に穏健で熱心な民主党員であり、勤勉な議員という評判を得た。1963年に下院予算委員会のメンバーとなった。彼は教育政策の強い擁護者で、すぐに職業的教育法を作成した。1964年には自然保護区域を保護するウィルダネス法を後援した。
1964年11月の上院選挙にエドウィン・メケム州知事がその議席を一時的に埋めるべく、既に州知事職を辞職していたという事実にもかかわらず勝利した。こうして彼の上院での11年の経歴は始まり、そこで歳出委員会・公共事業委員会・原子力エネルギー合同委員会・そして最も印象的な上院ウォーターゲート特別委員会として一般には知られる大統領選挙活動上院特別委員会で務めた。

## 成功
最も重要な成果は上院農業委員会での業績で、そこで彼は食肉加工産業の検査と規制に関わる専門的知識を増やした。これは消費者に安全と健康の利益を与え、モントーヤは1967年の健全食肉法・1968年の健全鶏肉法・1974年のクリーン・ホットドッグ法を含む食肉加工産業の不衛生な状況を排除するのを助ける多くの立法を作成した。

## 信念と他の仕事
公民権・教育・ヘルスケア・外国人労働者の問題にも取り組み、彼の選挙民の経済上の幸福に大きな利益を維持した。ヘルスケアの分野ではメディケア・メディケイドを支援し、ヘルスケアの専門的職業にバイリンガルの訓練を供給する法案を提案した。モントーヤは環境保護や高齢者を援助するプログラムも支援した。原子力エネルギー合同委員会と上院歳出委員会でのモントーヤの立場は、ニューメキシコ州にある連邦の施設の維持に強い影響を彼にもたらした。
1976年11月にモントーヤは16パーセント以上の得票差でハリソン・シュミットに敗北した。敗因は大部分はシュミットが元宇宙飛行士かつカリスマ的な演説者で、ある意味モントーヤはそうでは無かったということによるものであった。
モントーヤは翌年から2年をピート・ドメニッチ上院議員の支援を主に過ごし、ニューメキシコ州の連邦施設を稼働し続けることに注力し、ある点でドメニッチはそれまでにはないほどの大きな成果を挙げた。1978年6月8日にワシントンD.C.にて62歳で死去した。